# برچ‌فیلد (ویرجینیای غربی)
برچ‌فیلد (به انگلیسی: Burchfield) یک منطقهٔ مسکونی در ایالات متحده آمریکا است که در شهرستان وتزل، ویرجینیای غربی واقع شده‌است. برچ‌فیلد ۲۶۰٫۹۱ متر بالاتر از سطح دریا واقع شده‌است.